# Charles Weissmann

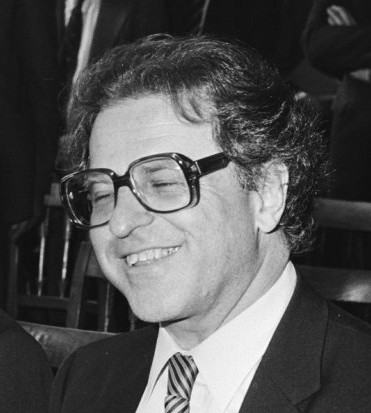
Charles Weissmann (1982)

Charles Weissmann (* 14. Oktober 1931 in Budapest) ist ein Schweizer Molekularbiologe.
Er wuchs in Zürich und Rio de Janeiro auf. Als Professor für Molekularbiologie war er in den 1970er-Jahren massgeblich an der Etablierung dieser damals neuen Fachrichtung beteiligt. Anfang der 1980er-Jahre gründete er die Biotechfirma Biogen mit und wurde mit der Klonierung von Interferon weltweit berühmt. Danach spielte er bei der Erforschung des Rinderwahnsinns eine wichtige Rolle. Er lebt in London, Florida und im Loorengut in Zürich Witikon.

## Leben und Werk
Charles Weissmann wurde als Sohn von Chiel Weissmann und Berta Weissmann in Budapest geboren. Seit 1931 lebte er in Zürich, wo er die Primarschule besuchte. Im Juni 1940 verließ die Familie aus Angst vor dem Dritten Reich die Schweiz und gelangte wegen der Unmöglichkeit, US-Visa zu bekommen, nach Rio de Janeiro. Schon dort wurde seine Begeisterung für die Forschung geweckt, besonders durch das Buch Mikrobenjäger von Paul de Kruif. 1946 – wieder in der Schweiz – besuchte er das Kantonale Gymnasium Zürich. Anschließend studierte er ab 1950 an der Universität Zürich, wo er 1957 zum Dr. med. und 1961 bei Paul Karrer in organischer Chemie zum Dr. phil. promoviert wurde. Im selben Jahr ging er als Postdoktorand zu Severo Ochoa an die Abteilung Biochemie der School of Medicine der New York University, wo er 1964 Assistenzprofessor und 1965 außerordentlicher Professor wurde. 1967 kehrte er nach Zürich zurück, um als außerordentlicher Professor das Universitätsinstitut für Molekularbiologie zu leiten. Von 1970 bis 1999 war er zusätzlich ordentlicher Professor für Molekularbiologie an der Universität Zürich. Nach seiner Emeritierung ging er ans St. Mary’s Hospital und ans University College London. Seit 2004 setzt er seine Forschung am neuen Scripps Research Institute in Florida fort.
Am Anfang seiner wissenschaftlichen Laufbahn beschäftigte sich Weissmann mit Bakteriophagen. So konnte er die Struktur und Vermehrung von RNA-haltigen Viren aufklären. Außerdem entwickelte er das Verfahren der reversen Genetik. 1978 gehörte er zu den Mitbegründern der Genfer Firma Biogen, für die er eine Möglichkeit ersann, Alpha-Interferon künstlich herzustellen. Dazu isolierte er das menschliche Interferon-Gen und brachte es in das Erbgut von Escherichia coli ein. So konnten große Mengen Interferon erzeugt werden, die zur Behandlung von Hepatitis B und bestimmten Krebsarten, wie der Haarzellleukämie und dem Kaposi-Sarkom, verwendet werden. Ab 1983 widmete sich Weissmann der Prionenforschung. Ihm gelang das Abschalten des Gens, dass das gesunde Vorläuferprotein PrPC des krank machenden Proteins PrPSc codiert, sodass er resistente Mäuse züchten konnte.
Weissmann ist verheiratet und hat vier Kinder. Seine Hobbys sind Fotografie und Trekking.

## Schriften (Auswahl)
Außer den in den Fussnoten angegebenen Schriften: 
- mit M. A. Billeter, J. E. Dahlberg, H. M. Goodman, J. Hindley: Sequence of the first 175 nucleotides from the 5′ terminus of Qbeta RNA synthesized in vitro, Nature, Band 224, 1969, S. 1083–1086.
- mit G. Feix, R. Pollet: Replication of viral RNA, XVI. Enzymatic synthesis of infectious virual RNA with noninfectious Q-beta minus strands as template, Proc Natl Acad Sci. USA, Band 59, 1968, S. 145–152
- mit R. A. Flavell, D. L. Sabo, E. F. Bandle: Site-directed mutagenesis: generation of an extracistronic mutation in bacteriophage Q beta RNA, J. Mol. Biol., Band 89,  1974, S. 255–72
- mit B. Coffin, M. A. Billeter: A physical map of the Rous sarcoma virus genome, J. Mol. Biol., Band 100, 1976, S. 293–318
- mit E. Stoll u. a.: Avian myeloblastosis virus RNA is terminally redundant: implications for the mechanism of retrovirus replication, Cell, Band 12, 1977, S. 57–72.
- Reversed genetics. A new approach to the elucidation of structure-function relationships, Trends Biochem. Sci., Band 3, 1978, S. 111.
- mit E. Domingo, D. Sabo, T. Taniguchi: Nucleotide sequence heterogeneity of an RNA phage population, Cell, Band 13, 1978, S. 735–44.
- mit T. Taniguchi, M. Palmieri: QB DNA-containing hybrid plasmids giving rise to QB phage formation in the bacterial host, Nature, Band 274, 1978, S. 223–228
- Genetische Manipulation: Errungenschaften und Aussichten, Naturforschende Gesellschaft, Neujahrsblatt 181, Zürich 1979 (auch als: Vierteljahresschrift der Naturforschenden Gesellschaft in Zürich. Jg. 123, H. 5)
- mit S. Nagata u. a.: Synthesis in E. coli of a polypeptide with human leukocyte interferon activity, Nature, Band 284, 1980, S. 316–320
- mit B. Oesch, R. Aebersold u. a.: A cellular gene encodes scrapie PrP 27-30 protein, Cell, Band 40, 1985, S. 735–746
- mit H. Büeller, Adriano Aguzzi u. a.: Mice devoid of PrP are resistant to scrapie, Cell, Band 73, 1993, S. 1339–1347, PMID 8100741
- mit S. Brandner, Aguzzi u. a.: Normal host prion protein necessary for scrapie-induced neurotoxicity, Nature, Band 379, 1996, S. 339–343.
- mit H. Büeler u. a.: Normal development and behaviour of mice lacking the neuronal cell-surface PrP protein, Nature, Band 356, 1992, S. 577–582
- mit P.-C. Klöhn u. a.: A quantitative, highly sensitive cell-based infectivity assay for mouse scrapie prions, Proc. Nat. Acad. Sci. USA, Band 100, 2003, S. 11666–11671. *mit J. Li u. a.: Darwinian evolution of prions in cell culture, Science, Band 327, 2010, S. 869–872
- The end of the road. In: Prion. Band 6, Nummer 2, 2012 Apr–Jun, S. 97–104, doi:10.4161/pri.19778, PMID 22437734, PMC 3366357 (freier Volltext).

## Auszeichnungen
- 1966 Ruzicka-Preis für Chemie (Schweiz)
- 1970 Marcel-Benoist-Preis (Bern)
- 1974 Sir-Hans-Krebs-Medaille
- 1980 Otto-Warburg-Medaille (Innsbruck)
- 1982 H.-P.-Heineken-Preis (Amsterdam)
- 1982 Scheele-Medaille (Uppsala)
- 1987 Krebspreis der Krebsliga Schweiz
- 1988 Ernst-Jung-Preis für Medizin (Hamburg)
- 1993 Gabor-Medaille (Royal Society London)
- 1995 Robert-Koch-Medaille in Gold (Bonn)
- 1996 Charles-Léopold-Mayer-Preis (Académie des sciences)
- 1996 Glaxo Wellcome Prize (Royal Society)
- 1997 August-Wilhelm-von-Hofmann-Denkmünze (Gesellschaft Deutscher Chemiker)
- 1997 Klaus-Joachim-Zülch-Preis (Max-Planck-Gesellschaft)
- 1997 Max-Delbrück-Medaille (Berlin)
- 1998 Pour le mérite für Wissenschaft und Künste
- 1997 Wilhelm Exner Medaille (Wien)[5]
- 1998 Distinguished Service Award (Miami)
- 1998 Mendel Medal der Genetics Society
- 1998 Datta Lectureship award (Federation of European Biochemical Societies)
- 2001 Betty and David Koetser Award (Zürich)
- 2001 Friedrich Bauer Prize for medical Research (München)
- 2003 Warren Alpert Foundation Prize (Boston)
- 2006 Fifth Ann. DART/NYU Biotechnology Achievement Award from the Biotechnology Study Center of the New York University School of Medicine
- 2013 Hartwig Piepenbrock-DZNE Preis (Berlin) mit Adriano Aguzzi[6]
- 2014 Ernst-Jung-Medaille für Medizin in Gold
- Ehrendoktorwürden: 1992 Universität Verona, 1994 Universität Gent, 1998 Eidgenössische Technische Hochschule Zürich, 2000 Universität Zürich, 2000 Universität St Andrews, 2001 École polytechnique fédérale de Lausanne

## Mitgliedschaften
- 1968 European Molecular Biology Organization
- 1979 Ehrenmitglied der American Society of Biological Chemistry
- 1980 Deutsche Akademie der Naturforscher Leopoldina[7]
- 1983 Auslandsmitglied der Royal Society
- 1985 Ehrenmitglied der American Academy of Arts and Sciences
- 1989 Auslandsmitglied National Academy of Sciences
- 1989 Ordentliches Mitglied der Academia Europaea
- 1998 Pour le mérite für Wissenschaft und Künste
- 1998 korrespondierendes Mitglied der Nordrhein-Westfälischen Akademie der Wissenschaften und der Künste
- 1999 American Society for Microbiology
- 2001 Academy of Medical Sciences (London)
- außerordentliches Mitglied der Berlin-Brandenburgischen Akademie der Wissenschaften
- Präsident der Schweizerischen Gesellschaft für Zellbiologie und Molekularbiologie
- Human Genome Organisation
- Weizmann-Institut für Wissenschaften
- Schweizerische Akademie der Medizinischen Wissenschaften